# Di Dongdong
Di Dongdong (Liaoyang, 29 dicembre 1993) è un atleta paralimpico cinese classificato T11 e specializzato nelle gare di velocità e salto in lungo.

## Biografia
Nel 2015 partecipa ai campionati mondiali paralimpici di Doha, dove conquista la medaglia di bronzo nei 100 metri piani T11 e si classifica quarto nella staffetta 4×100 metri T11-13. L'anno successivo prende parte ai Giochi paralimpici di Rio de Janeiro, conquistando la medaglia d'argento nella staffetta 4×100 metri T11-13 e classificandosi quarto nei 100 metri piani T11, senza invece riuscire a superare la fase delle semifinali nei 200 metri piani T11.
Ai campionati mondiali paralimpici di Londra 2017 è medaglia di bronzo dei 100 e 200 metri piani T11, medaglia d'argento nei 400 metri piani T11 e medaglia d'oro nella staffetta 4×100 metri T11-13. Nel 2018 è in pista ai Giochi para-asiatici di Giacarta, dove mette al collo tre medaglie d'oro nei 200 e 400 metri piani T11 e nel salto in lungo T11, mentre nei 100 metri piani T11 è medaglia di bronzo.
Nel 2019 torna a competere ai campionati mondiali paralimpici di Dubai, dove raggiunge il terzo gradino del podio nel salto in lungo T11 e si classifica quarto nei 100 metri piani T11; nei 400 metri piani T11 subisce invece una squalifica nel corso delle batterie di qualificazione, in quanto la sua guida ha tagliato il traguardo prima di lui.
Il 2021 è l'anno della sua seconda paralimpiade, quella di Tokyo, dove conquista la medaglia d'oro nel salto in lungo T11 e la medaglia di bronzo e il record asiatico nei 100 metri piani T11.
Nel 2023 è campione del mondo del salto in lungo T11 ai mondiali paralimpici di Parigi, mentre ai Giochi para-asiatici di Hangzhou conquista la medaglia d'oro nei 100 e 400 metri piani T11 e nel salto in lungo T11.
Nel 2024 prende parte ai campionati mondiali paralimpici di Kobe, conquistando la medaglia d'oro nei 100 metri piani T11 e quella d'argento nel salto in lungo T11. Nello stesso anno sale sul gradino più alto del podio nel salto in lungo T11 alle Paralimpiadi di Parigi siglando, con la misura di 6,85 m, il nuovo record del mondo.

## Record nazionali
- 100 metri piani T11: 11"03  ( Tokyo, 2 settembre 2021)
- 200 metri piani T11: 22"61  ( Tientsin, 30 agosto 2019)
- 400 metri piani T11: 51"56  ( Tientsin, 30 agosto 2019)
- Salto in lungo T11: 6,85 m  ( Parigi, 30 agosto 2024)

## Progressione
Statistiche ricavate da paralympic.org/athletics/rankings (al 18 agosto 2024).

### 100 metri piani T11
| Stagione | Tempo | Luogo          | Data       | Rank. Mond. |
| -------- | ----- | -------------- | ---------- | ----------- |
| 2024     | 11"28 | Kōbe           | 23-5-2024  | 5º          |
| 2023     | 11"07 | Dubai          | 27-2-2023  | 2º          |
| 2021     | 11"03 | Tokyo          | 2-9-2021   | 3º          |
| 2019     | 11"10 | Tientsin       | 26-8-2019  | 3º          |
| 2018     | 11"59 | Giacarta       | 10-10-2018 | 11º         |
| 2017     | 11"41 | Londra         | 15-7-2017  | 6º          |
| 2016     | 11"21 | Rio de Janeiro | 10-9-2016  | 5º          |
| 2015     | 11"23 | Doha           | 22-10-2015 | 3º          |

### 200 metri piani T11
| Stagione | Tempo | Luogo          | Data      | Rank. Mond. |
| -------- | ----- | -------------- | --------- | ----------- |
| 2019     | 22"61 | Tientsin       | 30-8-2019 | 1º          |
| 2018     | 23"33 | Giacarta       | 8-10-2018 | 2º          |
| 2017     | 23"28 | Londra         | 20-7-2017 | 7º          |
| 2016     | 23"22 | Rio de Janeiro | 14-9-2016 | 7º          |
| 2015     | 23"68 | Seul           | 13-5-2015 | 9º          |

### 400 metri piani T11
| Stagione | Tempo | Luogo    | Data       | Rank. Mond. |
| -------- | ----- | -------- | ---------- | ----------- |
| 2023     | 52"28 | Hangzhou | 28-10-2023 | 9º          |
| 2019     | 51"56 | Tientsin | 30-8-2019  | 5º          |
| 2018     | 53"15 | Giacarta | 11-10-2018 | 7º          |
| 2017     | 51"75 | Londra   | 16-7-2017  | 5º          |
| 2015     | 52"24 | Seul     | 13-5-2015  | 6º          |

### Salto in lungo T11
| Stagione | Misura | Luogo    | Data       | Rank. Mond. |
| -------- | ------ | -------- | ---------- | ----------- |
| 2024     | 6,50 m | Kōbe     | 17-5-2024  | 2º          |
| 2023     | 6,65 m | Hangzhou | 23-10-2023 | 1º          |
| 2021     | 6,47 m | Tokyo    | 27-8-2021  | 2º          |
| 2019     | 6,33 m | Dubai    | 10-11-2019 | 4º          |
| 2018     | 6,55 m | Giacarta | 12-10-2018 | 2º          |

## Palmarès
| Anno | Manifestazione                  | Sede           | Evento                   | Risultato  | Prestazione | Note                                     |
| ---- | ------------------------------- | -------------- | ------------------------ | ---------- | ----------- | ---------------------------------------- |
| 2015 | Campionati mondiali paralimpici | Doha           | 100 m piani T11          | Bronzo     | 11"35       |                                          |
| 2015 | Campionati mondiali paralimpici | Doha           | 200 m piani T11          | Batteria   | 26"80       |                                          |
| 2015 | Campionati mondiali paralimpici | Doha           | Staffetta 4×100 m T11-13 | 4º         | 45"00       |                                          |
| 2016 | Giochi paralimpici              | Rio de Janeiro | 100 m piani T11          | 4º         | 11"32       |                                          |
| 2016 | Giochi paralimpici              | Rio de Janeiro | 200 m piani T11          | Semifinale | 23"22       |                                          |
| 2016 | Giochi paralimpici              | Rio de Janeiro | Staffetta 4×100 m T11-13 | Argento    | 43"05       |                                          |
| 2017 | Campionati mondiali paralimpici | Londra         | 100 m piani T11          | Bronzo     | 11"55       |                                          |
| 2017 | Campionati mondiali paralimpici | Londra         | 200 m piani T11          | Bronzo     | 23"77       |                                          |
| 2017 | Campionati mondiali paralimpici | Londra         | 400 m piani T11          | Argento    | 53"38       |                                          |
| 2017 | Campionati mondiali paralimpici | Londra         | Staffetta 4×100 m T11-13 | Oro        | 48"56       |                                          |
| 2018 | Giochi para-asiatici            | Giacarta       | 100 m piani T11          | Bronzo     | 11"59       |                                          |
| 2018 | Giochi para-asiatici            | Giacarta       | 200 m piani T11          | Oro        | 23"33       | Record dei Giochi                        |
| 2018 | Giochi para-asiatici            | Giacarta       | 400 m piani T11          | Oro        | 53"15       | Record dei Giochi                        |
| 2018 | Giochi para-asiatici            | Giacarta       | Salto in lungp T11       | Oro        | 6,55 m      |                                          |
| 2019 | Campionati mondiali paralimpici | Dubai          | 100 m piani T11          | 4º         | 11"20       |                                          |
| 2019 | Campionati mondiali paralimpici | Dubai          | 400 m piani T11          | Batteria   | dq          | [ 2 ]                                    |
| 2019 | Campionati mondiali paralimpici | Dubai          | Salto in lungo T11       | Bronzo     | 6,33 m      |                                          |
| 2021 | Giochi paralimpici              | Tokyo          | 100 m piani T11          | Bronzo     | 11"03       | Record asiatico                          |
| 2021 | Giochi paralimpici              | Tokyo          | Salto in lungo T11       | Oro        | 6,47 m      | Miglior prestazione personale stagionale |
| 2023 | Campionati mondiali paralimpici | Parigi         | Salto in lungo T11       | Oro        | 6,38 m      | Miglior prestazione personale stagionale |
| 2023 | Giochi para-asiatici            | Hangzhou       | 100 m piani T11          | Oro        | 11"23       |                                          |
| 2023 | Giochi para-asiatici            | Hangzhou       | 400 m piani T11          | Oro        | 52"28       | Record dei Giochi                        |
| 2023 | Giochi para-asiatici            | Hangzhou       | Salto in lungo T11       | Oro        | 6,65 m      | Record asiatico                          |
| 2024 | Campionati mondiali paralimpici | Kōbe           | 100 m piani T11          | Oro        | 11"28       | Miglior prestazione personale stagionale |
| 2024 | Campionati mondiali paralimpici | Kōbe           | Salto in lungo T11       | Argento    | 6,50 m      | Miglior prestazione personale stagionale |
| 2024 | Giochi paralimpici              | Parigi         | Salto in lungo T11       | Oro        | 6,85 m      | Record mondiale                          |